# Mexianthus
Mexianthus là một chi thực vật có hoa trong họ Cúc (Asteraceae).

## Loài
Chi Mexianthus gồm các loài: